# Accesso universale
Accesso universale è una tecnologia introdotta nel sistema operativo macOS per facilitare l'utilizzo del computer a tutte quelle che persone che hanno problemi uditivi, visivi o tattili. In sostanza sono una serie di accorgimenti per consentire ai portatori di handicap l'utilizzo del computer.
Si attivano abilitando le opzioni che si trovano nel pannello Accesso Universale presente nelle Preferenze di Sistema.